# Postolje
Postolje je naselje u općini Srebrenica, Republika Srpska, BiH.

## Stanovništvo
Prema nacionalni sastav stanovništva 1991. godine, svih 104 stanovnika bilo je srpske nacionalnosti.